# Sikosaari (ö i Norra Karelen, Mellersta Karelen, lat 62,40, long 29,52)
Sikosaari är en ö i Finland. Den ligger i sjön Orivesi och i kommunen Rääkkylä i den ekonomiska regionen  Mellersta Karelens ekonomiska region  och landskapet  Norra Karelen, i den sydöstra delen av landet, 300 km nordost om huvudstaden Helsingfors. Öns area är 11,8 hektar och dess största längd är 0,5 kilometer i nord-sydlig riktning.